# Deutz F1L 514/2-N
Der Deutz F1L 514/2-N ist ein Schlepper, den Klöckner-Humboldt-Deutz von 1956 bis 1957 herstellte. In der Typenbezeichnung werden die wesentlichen Motorkenndaten angegeben: Fahrzeugmotor mit 1-Zylinder und Luftkühlung der Baureihe 5 mit einem Kolbenhub von 14 cm. Hinter dem Schrägstrich steht die eigentliche Modellnummer.
Der Schlepper ersetzte 1956 den bis dahin gebauten F1L 514/51. Wie sein Vorgänger hat er einen luftgekühlten Einzylinder-Dieselmotor, der 15 PS (11 kW) leistet. Des Weiteren besitzt er ein Deutz-Getriebe mit fünf Vorwärtsgängen und einem Rückwärtsgang. Die Hinterachse sowie die zugehörigen Blechteile wurden vom seit 1956 hergestellten F2L 612/6 übernommen.